# جيرونيمو منديز
جيرونيمو منديز (بالإنجليزية: Jerónimo Méndez) (و. 1887 – 1959 م) هو طبيب، وسياسي من تشيلي ولد في شانارال.

## التعليم
تعلم في جامعة تشيلي.